# Tschorna (Podilsk)
Tschorna (ukrainisch Чорна; russisch Чёрная Tschjornaja, rumänisch Ciorna, polnisch Czarna, seltener Cernaia) ist ein Dorf im Nordwesten der ukrainischen Oblast Odessa mit etwa 2100 Einwohnern (2001).

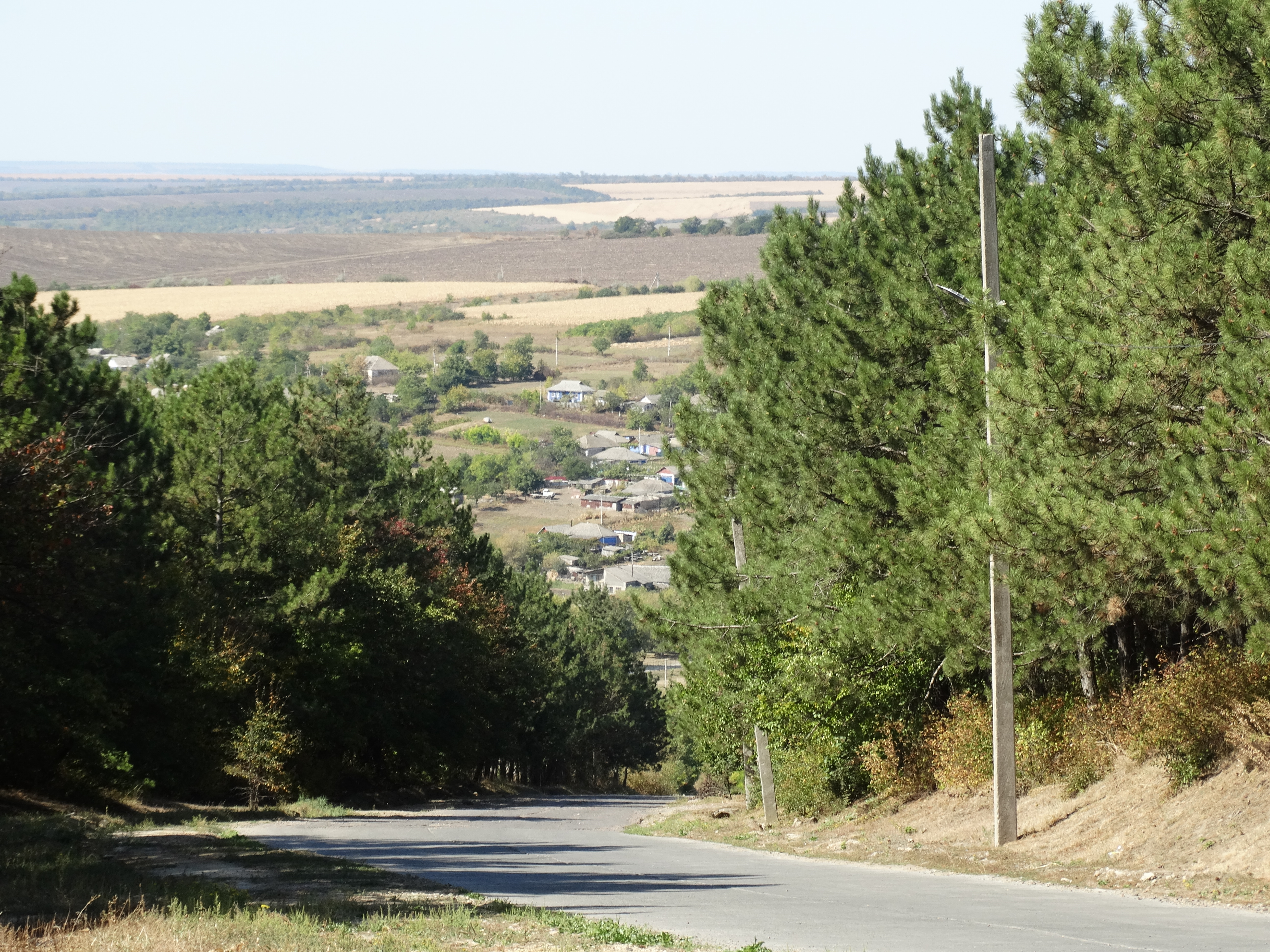
Blick auf den Ort

Tschorna wurde im zweiten Viertel des 18. Jahrhunderts von Siedlern aus Moldawien und geflüchteter Bauern aus der Rechtsufrigen Ukraine gegründet. Der Name des Dorfes geht auf das mit dichten schwarzen Eichenwald bewachsene Tal zurück, in dem sich die Gründer niederließen. Die Bewohner lebte zunächst verteilt auf mehreren Höfen, die im Laufe der Zeit zu einer Siedlung verschmolzen. 1796 hatte die Ortschaft 345, zwei Jahre später bereits 450 Einwohner und in den 1850er/60er Jahren waren es 700 Bewohner. Vom 7. August 1941 bis zum 28. März 1944 war das Dorf von deutschen und rumänischen Truppen besetzt.
Die Ortschaft liegt nahe der Grenze zur abtrünnigen Provinz Transnistrien der Republik Moldau im Tal des Trostjanez (Тростянець), einem 46 km langen, rechten Nebenfluss des Jahorlyk (Ягорлик, Flusssystem Dnister), 14 km nordwestlich vom ehemaligen Rajonzentrum Okny und 188 km nordwestlich vom Oblastzentrum Odessa.
Im Dorf kreuzen sich die Territorialstraßen T–16–12 und T–16–24.
Am 12. Juni 2020 wurde das Dorf ein Teil der Siedlungsgemeinde Okny; bis dahin bildete es zusammen mit dem Dorf Dihory (Дігори) die Landratsgemeinde Tschorna (Чорнянська сільська рада/Tschornjanska silska rada) im Nordwesten des Rajons Okny.
Seit dem 17. Juli 2020 ist es ein Teil des Rajons Podilsk.